# Radio-Televizija Srbije

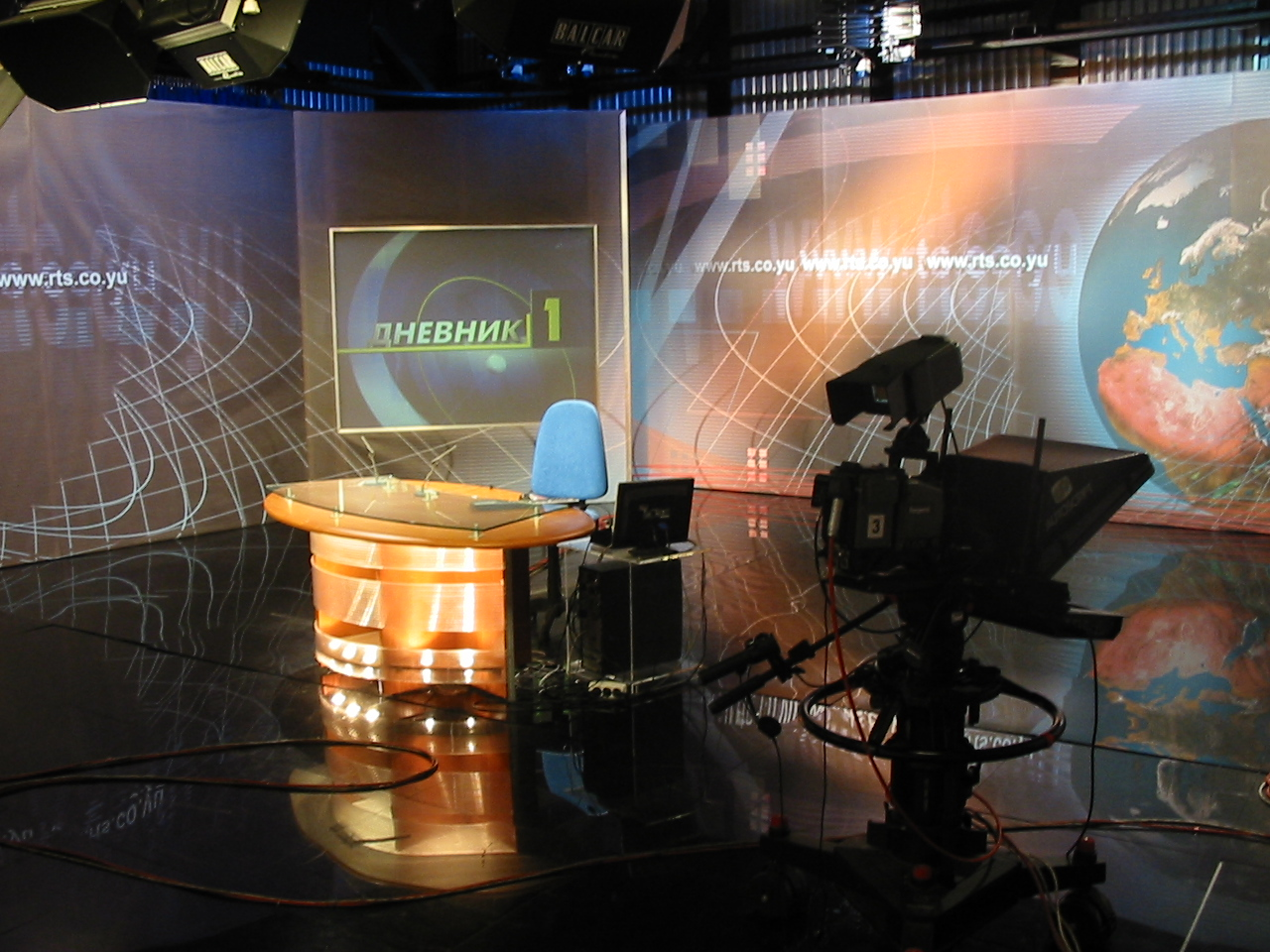
Studio Dnevnika RTS

RTS (serb. Радио-телевизија Србије (PTC) Radio-televizija Srbije, Radio-Telewizja Serbii) – serbski publiczny nadawca radiowo-telewizyjny, członek Europejskiej Unii Nadawców. Firma powstała w 1929 jako Radio Belgrad. W 1958 rozszerzyła działalność o nadawanie programów telewizyjnych i zmieniła nazwę na Radio i Telewizje Belgrad. Od 1992 działa pod obecną nazwą.
Firma nadaje obecnie trzy ogólnokrajowe kanały radiowe: RTS Radio 1, 2 i 3 (przy czym dwa ostatnie dzielą częstotliwości: RTS Radio 2 nadawane jest od 6:00 do 20:00, a Radio 3 od 20:00 do 06:00). Należy do niej także regionalne Radio Belgrad 202, nadające w regionie stołecznym. Pion telewizyjny RTS składa się z dwóch nadawanych drogą naziemną kanałów na rynek krajowy – RTS1 i RTS2 – oraz satelitarnego kanału dla zagranicy RTS SAT.

## Skład spółki
Radio:
- RTS Radio 1 – pierwotnie Radio Belgrad
- RTS Radio 2
- RTS Radio 3
- Radio Belgrad 202

Telewizja:
- RTS1 – pierwotnie Telewizja Belgrad
- RTS2
- RTS3
- RTS Svet
- RTS Drama
- RTS Život
- RTS Trezor
- RTS Kolo
- RTS Muzika
- RTS Nauka
- RTS Klasika
- RTS Poletarac

Kanały Zlikwidowane:
- RTS 3 (1989–2006)
- RTS Priština
- RTS HD